# Tanarctus bubulubus
Espèce
Tanarctus bubulubus est une espèce de tardigrades de la famille des Tanarctidae.

## Distribution
Cette espèce est endémique de l'océan Atlantique Nord. Elle a été découverte sur le banc des Féroé de 104 à 200 m de profondeur.

## Publication originale
- Jørgensen & Kristensen, 2001 : A New Tanarctid Arthrotardigrade with Buoyant Bodies. Zoologischer Anzeiger, vol. 240, no 3/4, p. 425-439.